# Cuadrilóbulo

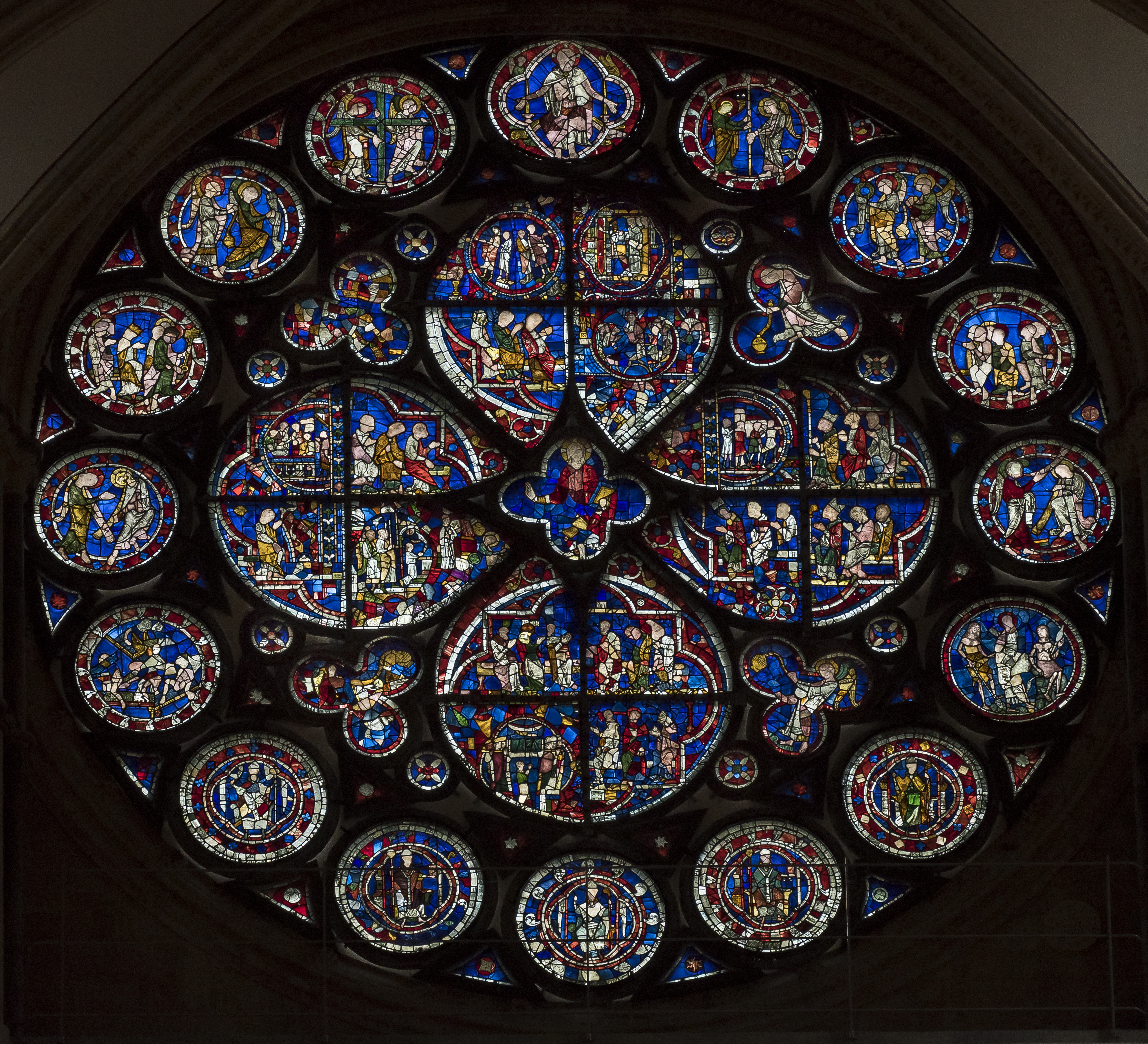
El "Ojo del Decano", en la catedral de Lincoln.

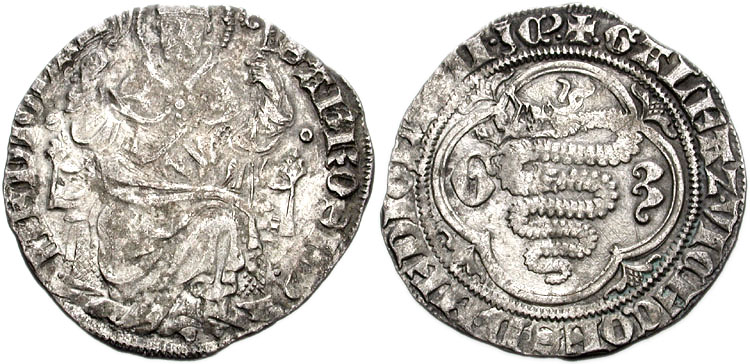
Cuadrilobo numismático: acuñación milanesa de Gian Galeazzo Visconti (1395-1402)

Cuadrilóbulo, quadrilobo, cuadrifolio o cuatrifolio es un tipo de ornamentación o enmarcación utilizada principalmente en el arte gótico y renacentista, basado en el lóbulo.
Se compone de cuatro semicírculos dispuestos en forma de cruz, dando la forma de un trébol. La palabra cuadrifolio (del latín quattuor, "cuatro" y folium, "hoja") significa cuatro hojas.La versión de tres semicírculos se denomina trilóbulo (trilobo).
Se utiliza en pintura, arquitectura, escultura (relieve), numismática y heráldica. 

## El cuadrilóbulo en la tracería gótica

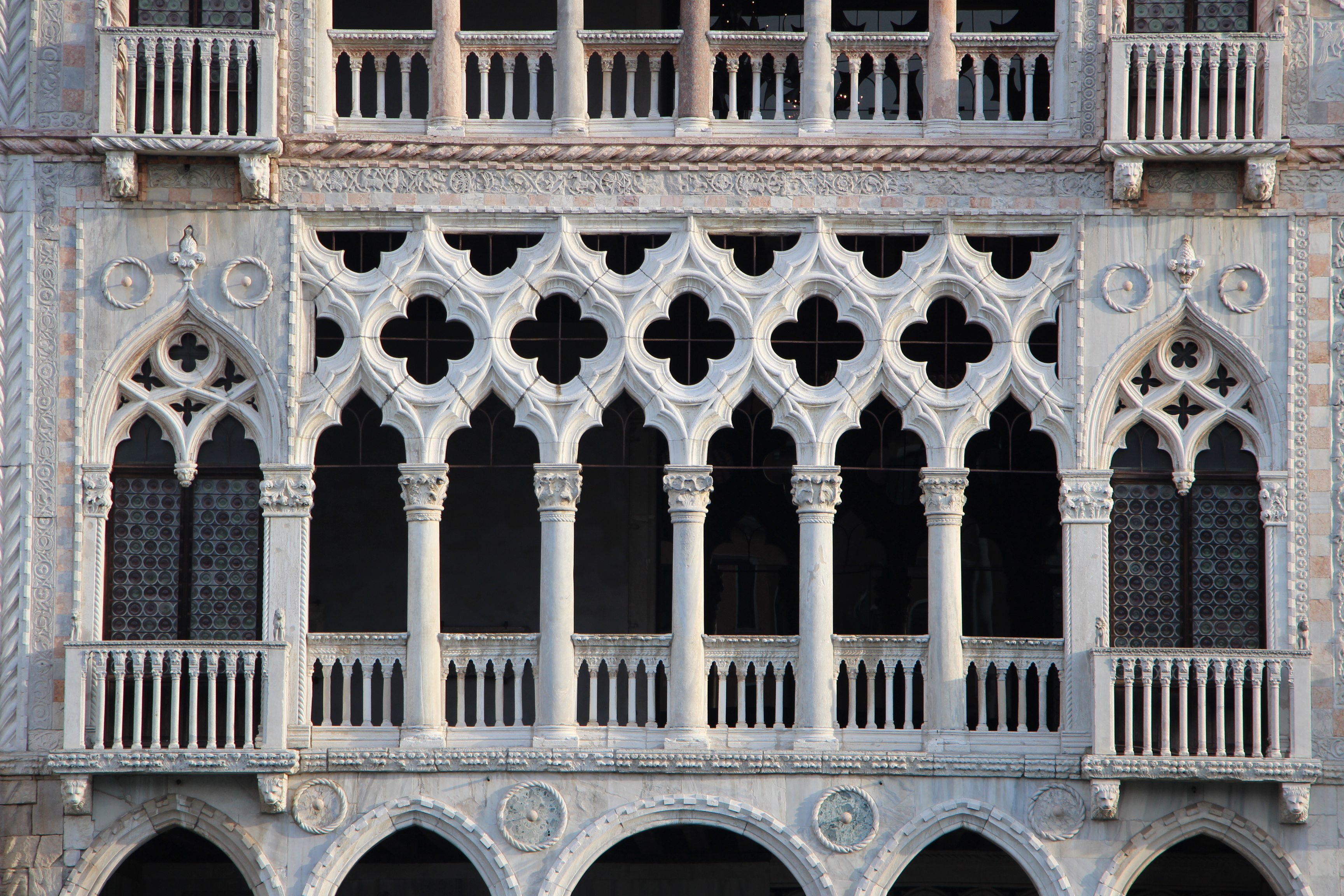
Cuadrilóbulos en la Ca' d'Oro de Venecia. (c. 1442)

El cuadrilóbulo fue muy utilizado en la tracería gótica de ventanas, puertas y portales, especialmente en la época del gótico clásico. Pueden encontrarse, por ejemplo, en la fachada occidental de la catedral de León, así como en diversos puntos de la catedral de Burgos: en la fachada de Santa María, en la fachada del Sarmental, en la fachada de la Coronería, en el claustro... Se encuentran también en los claustros de la catedral de Oviedo y de los monasterios de Santes Creus y Veruela, entre otros lugares.

## El cuadrilóbulo florentino

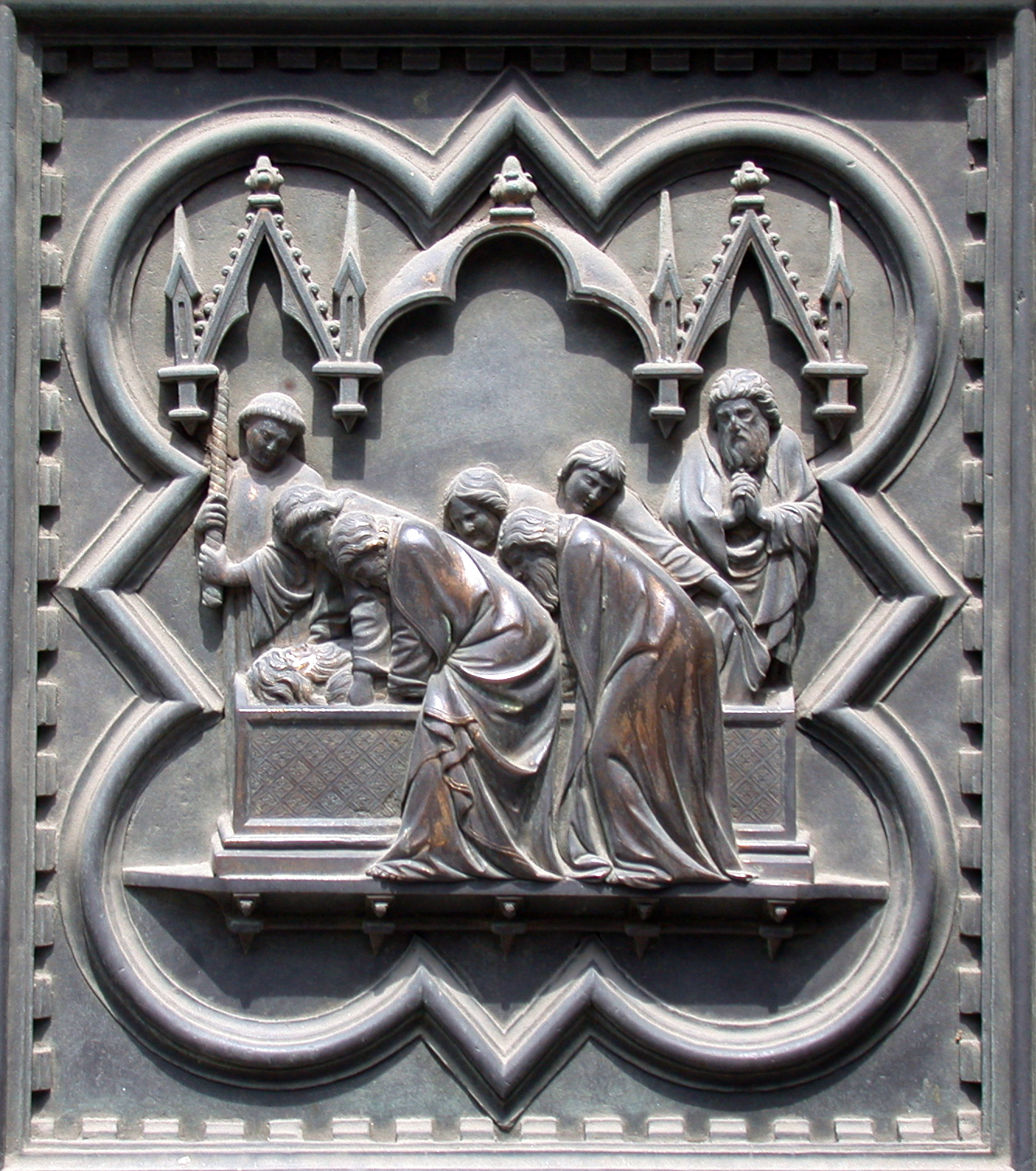
Entierro de San Juan, una de las formelle de Andrea Pisano.

Creación típica del arte florentino bajomedieval, el quadrilobo fiorentino está compuesto de un cuadrilátero dispuesto oblicuamente al plano horizontal y en cuyos lados se abren cuatro lóbulos semicirculares. El conjunto crea una linea spezzata (línea quebrada o polilínea) de ritmo incalzante (apremiante, vertiginoso) pero regular, con la que los más importantes artistas crearon composiciones particularmente dinámicas, sobre todo gracias al uso de figuras con líneas prevalentemente horizontales y verticales perpendiculares. 
La forma fue usada por primera vez en las formelle de Andrea Pisano para la puerta sur (en un tiempo puerta este) del Baptisterio de Florencia. El concurso para la puerta norte (1401) se planteó sobre la realización de un relieve con el mismo modelo, y fue ganado por Lorenzo Ghiberti. También fue usado como modelo por Taddeo Gaddi para las Formelle dell'armadio della sacrestia di Santa Croce.

El historicismo romántico utilizó esta forma como cita medieval y del renacimiento toscano.

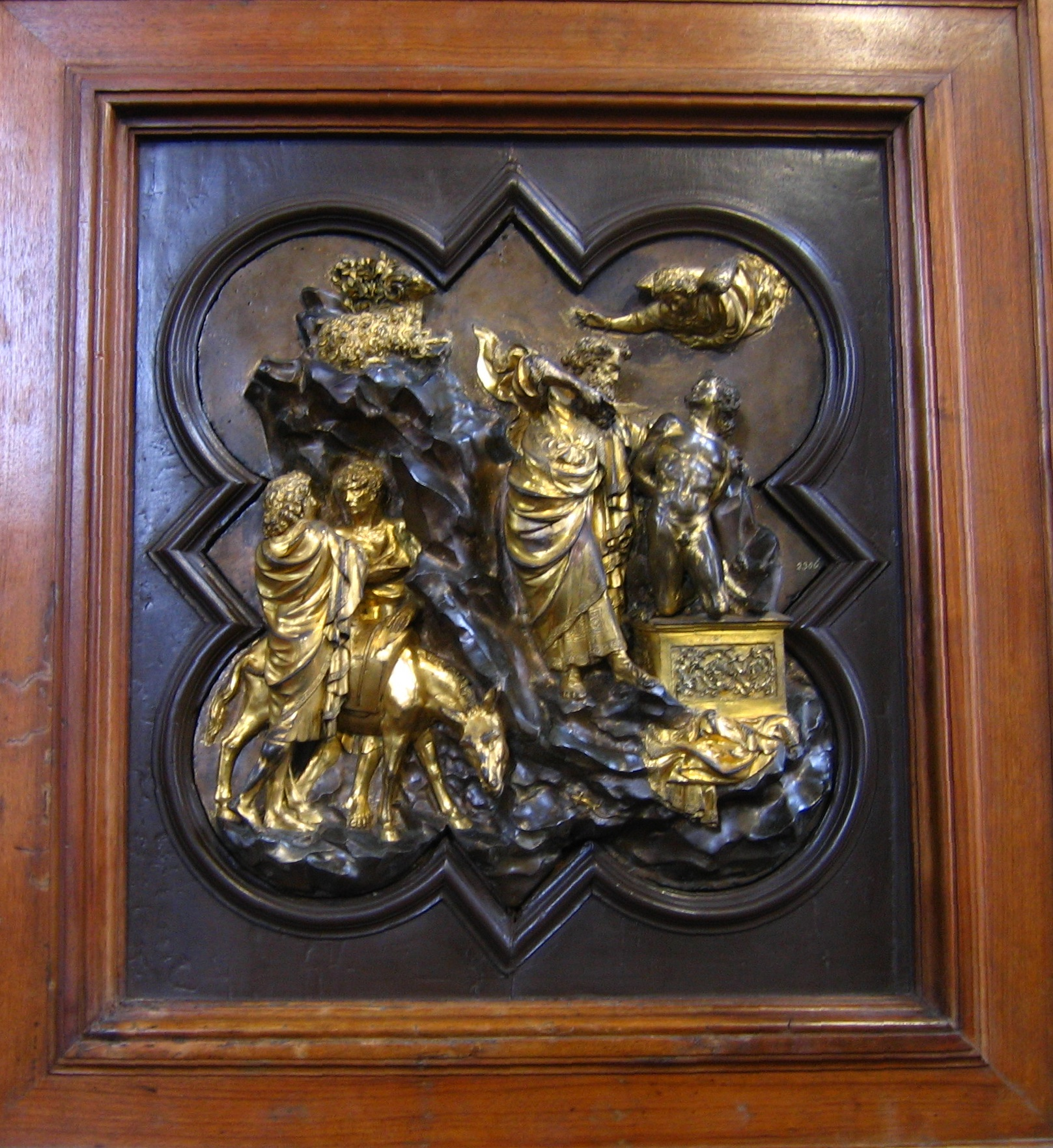
Sacrificio de Isaac, la formella con la que Ghiberti ganó el concurso de 1401 para la puertas del baptisterio de Florencia.
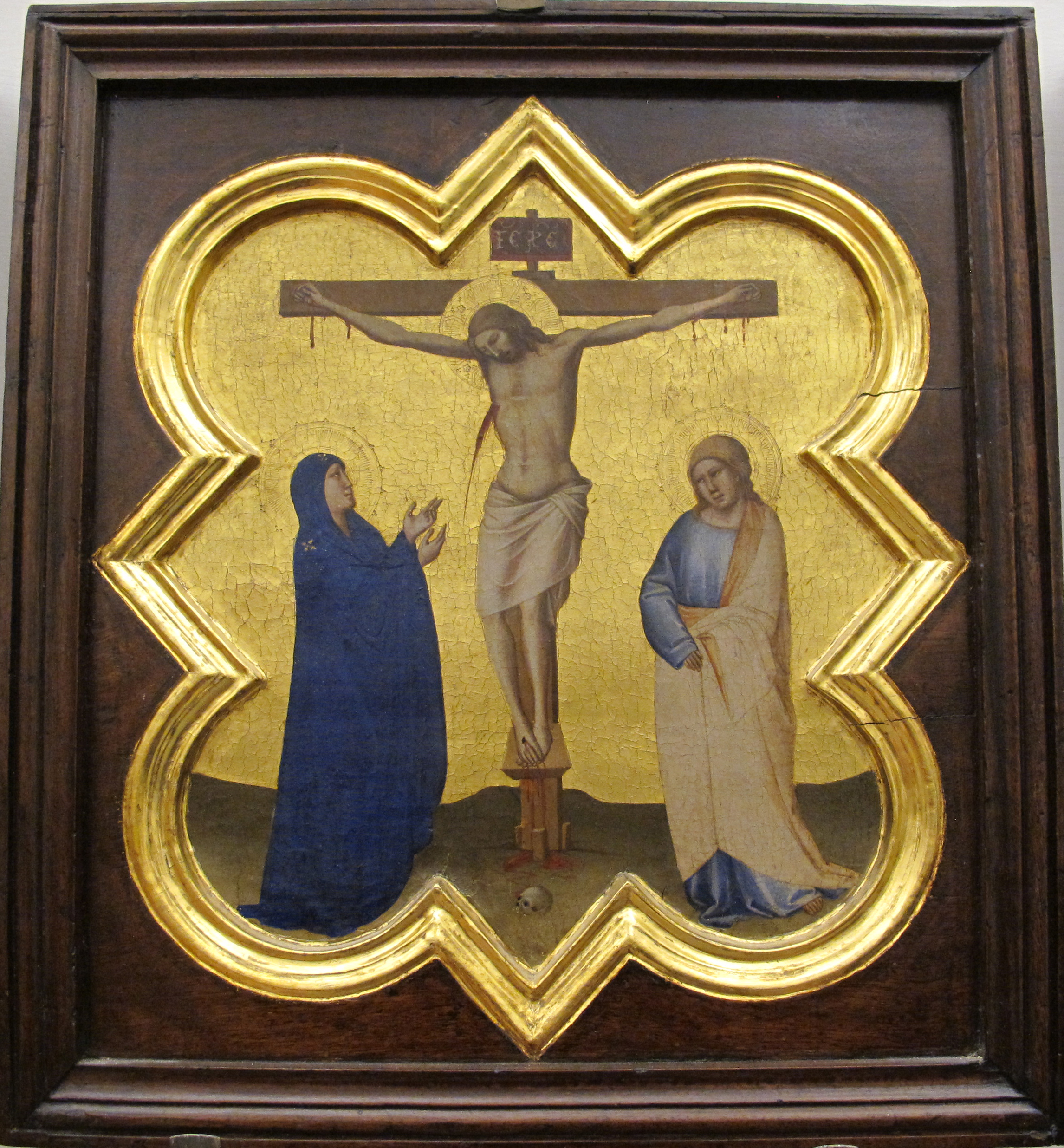
Stabat Mater, una de las formelle de Taddeo Gaddi
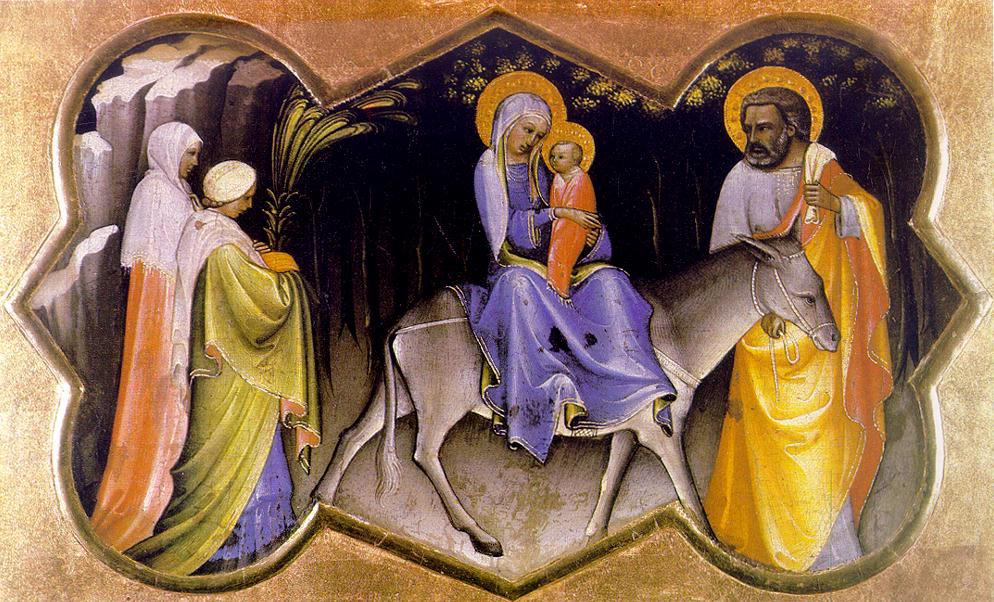
Huida a Egipto, de Lorenzo Monaco, 1405.
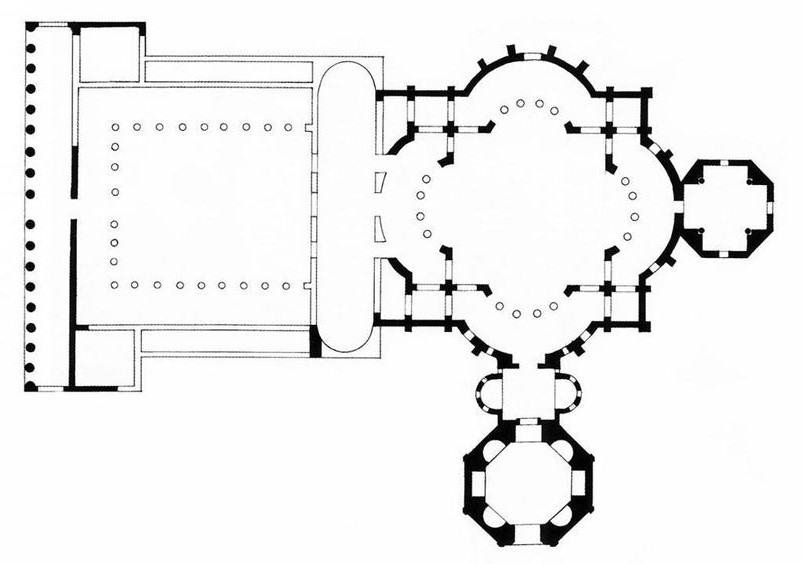
Planta original de la basílica de San Lorenzo (Milán).